# 熊本ダイハツ販売
熊本ダイハツ販売株式会社（くまもとダイハツはんばい、英: KUMAMOTO DAIHATSU CORPORATION）は、熊本県熊本市南区に本社を置くダイハツ工業のディーラーである。

## 概要
- 営業エリア：熊本県全域

## 沿革
- 1961年（昭和36年）3月21日 - 会社設立。

## 拠点
- 本店 - 熊本市南区平田2丁目8番70号
- 荒尾店 - 荒尾市万田字平原1111
- 玉名店 - 玉名市岱明町野口204
- 山鹿店 - 山鹿市大橋通403-2
- 菊池店 - 菊池市大琳寺260-6
- 阿蘇店 - 阿蘇市西町913-1
- 東バイパス店 - 熊本市東区西原3丁目3番11号
- 楠店 - 熊本市北区楠6丁目1番40号
- 清水店 - 熊本市北区飛田3丁目1番50号
- 浜線店 - 熊本市中央区八王寺町14-7
- 宇城店 - 宇城市松橋町久具733
- 天草店 - 天草市志柿町6834-6
- 八代店 - 八代市西宮町1130-1
- 人吉店 - 人吉市下城本町1454-1
- 水俣店 - 水俣市初野351-1
- U-CAR近見 - 熊本市南区近見6丁目23番67号
- U-CAR東バイパス - 熊本市東区御領2丁目28番10号

### ダイハツショップ
- ダイハツショップ新八代 - 八代市海士江町2568-1
- ダイハツ東部 - 熊本市東区健軍3丁目24番1号
- ダイハツ大津 - 菊池郡大津町引水701-5
- ダイハツJms熊本東店 - 熊本市東区西原2丁目1番10号
- ダイハツCOLAS御船店 - 上益城郡御船町小坂塘下1512-1

### その他
- 甲佐配車センター - 上益城郡甲佐町芝原54-1